# 管浩鳴
管浩鳴法政牧師，SBS，OStJ，JP（1965年12月2日—），一位香港從政的神職人員。現任香港立法會議員（選舉委員會），前香港聖公會教省秘書長，在會內亦身兼聖約翰座堂堂牧、聖基道兒童院董事會主席、香港聖公會福利協會執行委員會義務秘書、聖公宗（香港）幼兒教育議會主席、香港聖公會大主教事工發展顧問、前教聲兼任督印人。管浩鳴於2016年獲耶路撒冷大主教派立為耶路撒冷教區聖佐治座堂榮譽法政。

## 背景
管浩鳴的祖父是1920至1930年代上海市一位銀行家。基於此背景，其叔父於文化大革命發生期間被肅清。管浩鳴於1988年開始任職於一間上海地產發展商企業，直至2005年被授予牧師職位，2007年升為香港聖公會教省秘書長。其後於2013年，管浩鳴與鄺保羅因反對泛民主派的讓愛與和平佔領中環運動而被抨擊。2015年以主人與貓來比喻中國政府與香港的關係，認為香港人要表現得令人放心，才可在政策上令中國政府對香港放寬一點。
教會及宗教體制以外，管浩鳴自2014年起擔任團結香港基金顧問，亦被香港政府委任為公民教育委員會成員及課程發展議會成員，同時擔任雅麗氏何妙齡那打素慈善基金會董事及雅麗氏何妙齡那打素醫院醫院管治委員會成員。
管浩鳴自2013年起出任中華海外聯誼會第四屆理事，於2018年當選中國人民政治協商會議北京市委員會第十三屆委員，並於2021年香港立法會選舉選舉委員會界別，以1102票勝出。2022年為履行議員職責，他辭去香港聖公會教省秘書長一職。

## 軼事

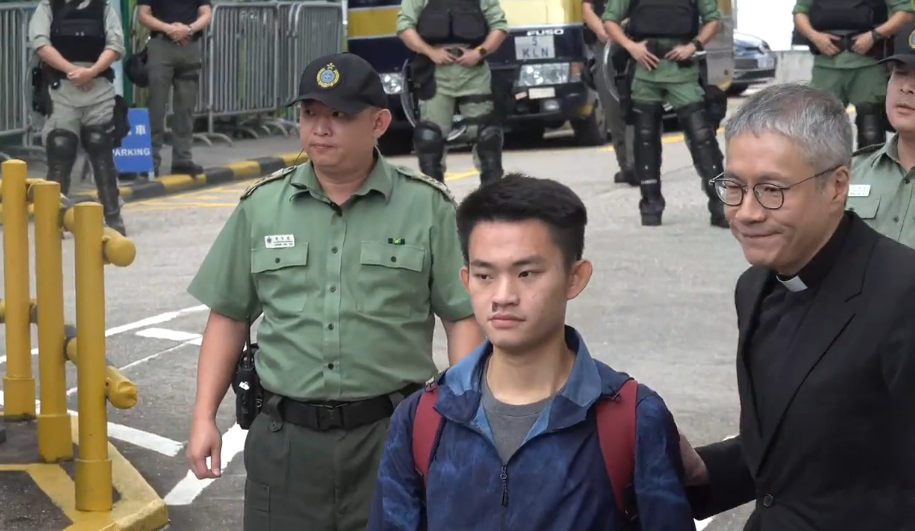
陳同佳在管浩鳴陪同下離開壁屋懲教所

管浩鳴曾接觸在台灣殺害女友後潛逃到香港的陳同佳，並勸導他前往台灣自首，引發「陳同佳送台案」，管在陳同佳出獄後變成其監護人。

## 榮譽
- 耶路撒冷聖約翰醫院德望崇隆榮譽團聖約翰官佐勳章[2]
- 銅紫荊星章[2]

## 外部連結
- 管浩鳴的Facebook專頁